# Пол Гарленд
Пол Гарленд (справжнє ім'я — Джон Пол Сміт; 15 квітня 1960 р., Нордвейк — 17 червня 2003, Тіл) — нідерландський письменник-фантаст. Чотириразовий лауреат премії Кінг-Конга, найвищої літературної премії Нідерландів за твори у фантастичному жанрі. Окрім літературної діяльності, займався також дизайном меблів.

## Біографія
Пол Гарленд народився 15 квітня 1960 року у містечку Нордвейк, провінція Південна Голландія.
Своє перше оповідання Гарленд опублікував 1979 року. Його оповідання виходили у місцевих збірках (зокрема, Remote Control, Ganymedes) та таких журналах, як Holland-SF та De Tijdlijn.
У 2002 році Гарленд написав англомовний роман The Hand That Takes, опублікований 2003 року в Ірландії.
Гарленд чотири рази отримував премію Кінг-Конга, найвищу нідерландську літературну нагороду у науково-фантастичному жанрі. Оповіданнями-переможцями стали:
- 1984 рік — «Фуга у порцеляні без тертя» (нід. Fuga in frictieloos porcelein)
- 1990 рік — «Зимовий сад» (нід. De wintertuin)
- 1992 рік — «Ретрометей» (нід. Retrometheus)
- 1995 рік — «Бур'яни та каміння» (нід. Onkruid en stenen)

### Смерть
Пол Гарленд помер між 16 та 17 червня 2003 року, у Тілі, провінція Гелдерланд. Його смерть спочатку визнали самогубством, але у грудні того ж року поліція заарештувала його партнера, іммігранта з Сараєво (Боснія), архітектора і публіциста Таріка Дреку, за підозрою в умисному вбивстві з імітацією самогубства. Дрека заперечував усі звинувачення, але на суді, що проходив у місті Арнем, були пред'явлені докази того, що Дрека вбив Гарленда з корисливих мотивів, бажаючи отримати у спадок авторські права на його книги. Адвокат Дреки намагався довести, що Гарленд наклав на себе руки в спосіб, описаний в його книзі The Hand That Takes, маючи на меті (аналогічно до сюжету книги) підставити свого партнера, проте суд визнав Таріка Дреку винним у навмисному вбивстві з корисливих мотивів і засудив до дванадцяти років ув'язнення. Сторона обвинувачення вимагала від суду 15-річного терміну, і навіть подала протест до вищого судового органу, проте в останньому цей протест відхилили, хоча й визнали беззаперечність доказів обвинувачення. Втім, через те, що між поданням апеляції та винесенням вищим судовим органом свого рішення пройшло 16 місяців, остаточний термін ув'язнення Таріка Дреки склав 11 років і 6 місяців.
Після смерті Гарленда премію Кінг-Конга (на той час — Приз Тисячоліття) назвали на його честь.